# サッカーアメリカ合衆国代表
サッカーアメリカ合衆国代表（サッカーアメリカがっしゅうこくだいひょう、英: United States men's national soccer team）は、アメリカ合衆国サッカー連盟（USSF）によって構成される、アメリカ合衆国のサッカーのナショナルチームである。

### 出場数ランキング

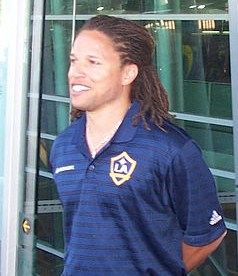
最多出場者のコビ・ジョーンズ

### 得点数ランキング

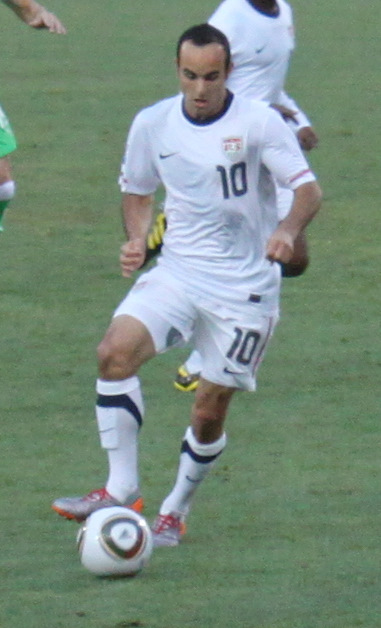
最多得点者のランドン・ドノバン

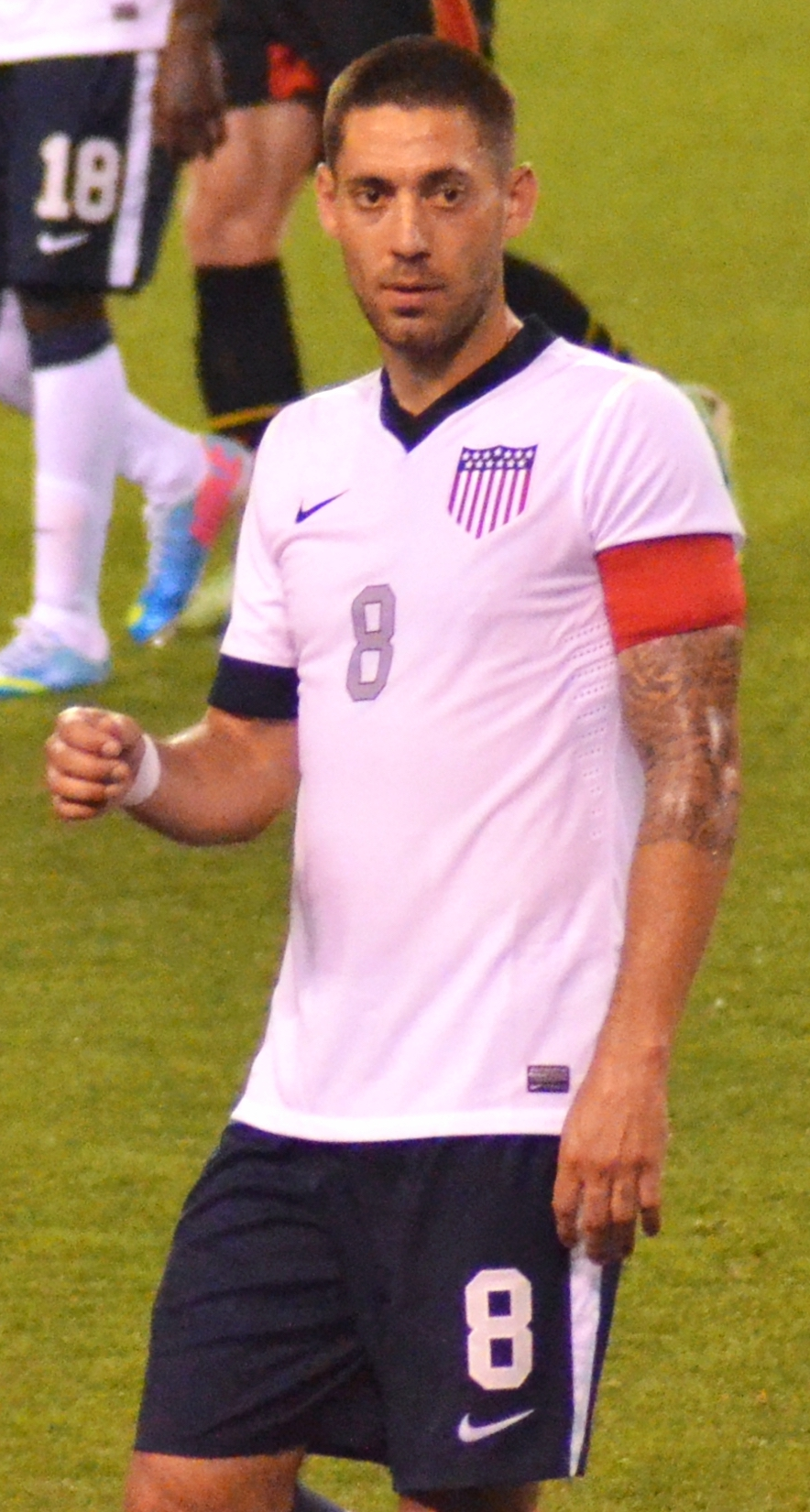
最多得点者のクリント・デンプシー

## 概要
アメリカ代表はFIFAワールドカップの第1回大会に出場したチームの1つであり、3位に入賞した。これは北中米カリブ海サッカー連盟（Concacaf）所属および欧州・南米以外の代表チームにおける最高成績となっている。また、メキシコ代表との対戦は北アメリカダービー（または北中米ダービー）と呼ばれている。

## 歴史
1950年W杯ブラジル大会ではイングランドを1-0で破る「FIFAワールドカップ史上最大の番狂わせ」を演じるもグループステージ最下位で敗退した。その後しばらく予選敗退が続いたが、1990年イタリア大会で10大会ぶりに本戦出場を果たした。本大会ではチェコスロバキア、イタリア、オーストリア相手に3連敗だった。自国開催となった1994年大会ではベスト16に進出し、2002年日韓大会ではベスト8へ進出した。FIFAコンフェデレーションズカップ2009では準決勝で連勝と連続無敗の世界記録を更新中だったスペインを破って準優勝（決勝でブラジルに敗退）した。
2010年大会ではグループリーグで優勝候補のイングランドと同組になるも、そのイングランドを抑えて首位で通過、決勝トーナメント1回戦ではガーナに敗れるも2大会ぶりにベスト16へ進出する。2014年大会ではドイツ、ポルトガル、ガーナと全チームがW杯ベスト8以上を経験する死の組になったが、1勝1分1敗の2位でグループリーグを突破した。決勝トーナメント1回戦では大会屈指のタレント集団であったベルギーと対戦し延長戦の末に敗れるも、2大会連続でベスト16の成績を収めた。
FIFAワールドカップには、1990年イタリア大会から2014年ブラジル大会まで7回連続で本大会出場を果たしていた。2018年ロシア大会の北中米カリブ海5次予選では出だしで躓き、開幕節のメキシコ戦と次節のコスタリカ戦に連敗して暫定最下位となった。ここで代表監督のユルゲン・クリンスマンが解任され、元代表監督のブルース・アリーナが後任となると、北中米5次予選で徐々に順位を上げ、最終節直前の時点では予選通過圏内の3位となっていた。だが、アメリカは最終節でアウェーのトリニダード・トバゴ戦に敗れ、同時刻キックオフの最終戦にそれぞれ勝利したパナマとホンジュラスに順位を逆転されて5位に転落し、本大会出場を8大会ぶりに逃した。アリーナは敗退の責任を取って代表監督を辞任した。
しかし、2022年の北中米カリブ海予選では3位につけ、2大会ぶり11回目の本大会出場を決めた。本大会ではグループBに入り、イングランド、イラン、ウェールズと同じグループに入った。初戦のウェールズ戦では1-1、2戦目のイングランドとは0-0の引き分け、3戦目のイラン戦では1-0で勝利し、グループリーグを2位で通過した。ノックアウトステージ初戦ではグループAを1位で通過したオランダと対戦し、1-3で敗退した。
2016年に行われたコパ・アメリカ・センテナリオ以来の開催となったコパ・アメリカ2024はグループCに組み分けされ、初戦でボリビアにクリスチャン・プルシックとフォラリン・バログンのゴールで2-0で勝利したが、続くパナマ戦はフォラリン・バログンの2試合連続ゴールで先制するも、18分にティモシー・ウェアが一発退場になったことが重く響き、26分にセサール・ブラックマンのゴールで同点とされ、83分にはホセ・ファハルドに逆転ゴールを決められ1-2で敗戦。勝利以外でグループステージ敗退が決まるウルグアイ戦でもなかなか得点を奪えず、逆に66分にマティアス・オリベラに先制点を奪われ、最後まで同点には追いつけず0-1で敗戦。結局初戦で勝利しながらその後の2試合を落とし3位でのグループステージ敗退に終わった。

## 成績

### FIFAワールドカップ
| 開催国 / 年 | 成績               | 試                 | 勝                 | 分                 | 負                 | 得                 | 失                 |
| ----------- | ------------------ | ------------------ | ------------------ | ------------------ | ------------------ | ------------------ | ------------------ |
| 1930        | 3位                | 3                  | 2                  | 0                  | 1                  | 7                  | 6                  |
| 1934        | 1回戦敗退          | 1                  | 0                  | 0                  | 1                  | 1                  | 7                  |
| 1938        | 不参加（参加辞退） | 不参加（参加辞退） | 不参加（参加辞退） | 不参加（参加辞退） | 不参加（参加辞退） | 不参加（参加辞退） | 不参加（参加辞退） |
| 1950        | グループリーグ敗退 | 3                  | 1                  | 0                  | 2                  | 4                  | 8                  |
| 1954        | 予選敗退           | 予選敗退           | 予選敗退           | 予選敗退           | 予選敗退           | 予選敗退           | 予選敗退           |
| 1958        | 予選敗退           | 予選敗退           | 予選敗退           | 予選敗退           | 予選敗退           | 予選敗退           | 予選敗退           |
| 1962        | 予選敗退           | 予選敗退           | 予選敗退           | 予選敗退           | 予選敗退           | 予選敗退           | 予選敗退           |
| 1966        | 予選敗退           | 予選敗退           | 予選敗退           | 予選敗退           | 予選敗退           | 予選敗退           | 予選敗退           |
| 1970        | 予選敗退           | 予選敗退           | 予選敗退           | 予選敗退           | 予選敗退           | 予選敗退           | 予選敗退           |
| 1974        | 予選敗退           | 予選敗退           | 予選敗退           | 予選敗退           | 予選敗退           | 予選敗退           | 予選敗退           |
| 1978        | 予選敗退           | 予選敗退           | 予選敗退           | 予選敗退           | 予選敗退           | 予選敗退           | 予選敗退           |
| 1982        | 予選敗退           | 予選敗退           | 予選敗退           | 予選敗退           | 予選敗退           | 予選敗退           | 予選敗退           |
| 1986        | 予選敗退           | 予選敗退           | 予選敗退           | 予選敗退           | 予選敗退           | 予選敗退           | 予選敗退           |
| 1990        | グループリーグ敗退 | 3                  | 0                  | 0                  | 3                  | 2                  | 8                  |
| 1994        | ベスト16           | 4                  | 1                  | 1                  | 2                  | 3                  | 4                  |
| 1998        | グループリーグ敗退 | 3                  | 0                  | 0                  | 3                  | 1                  | 5                  |
| 2002        | ベスト8            | 5                  | 2                  | 1                  | 2                  | 7                  | 7                  |
| 2006        | グループリーグ敗退 | 3                  | 0                  | 1                  | 2                  | 2                  | 6                  |
| 2010        | ベスト16           | 4                  | 1                  | 2                  | 1                  | 5                  | 5                  |
| 2014        | ベスト16           | 4                  | 1                  | 1                  | 2                  | 5                  | 6                  |
| 2018        | 予選敗退           | 予選敗退           | 予選敗退           | 予選敗退           | 予選敗退           | 予選敗退           | 予選敗退           |
| 2022        | ベスト16           | 4                  | 1                  | 2                  | 1                  | 3                  | 4                  |
| 合計        | 出場11回           | 37                 | 9                  | 8                  | 20                 | 40                 | 66                 |

### FIFAコンフェデレーションズカップ
| 開催年 | 結果               | 試合   | 勝利   | 引分   | 敗戦   | 得点   | 失点   |
| ------ | ------------------ | ------ | ------ | ------ | ------ | ------ | ------ |
| 1992   | 3位                | 2      | 1      | 0      | 1      | 5      | 5      |
| 1995   | 不出場             | 不出場 | 不出場 | 不出場 | 不出場 | 不出場 | 不出場 |
| 1997   | 不出場             | 不出場 | 不出場 | 不出場 | 不出場 | 不出場 | 不出場 |
| 1999   | 3位                | 5      | 3      | 0      | 2      | 5      | 3      |
| 2001   | 不出場             | 不出場 | 不出場 | 不出場 | 不出場 | 不出場 | 不出場 |
| 2003   | グループリーグ敗退 | 3      | 0      | 1      | 2      | 1      | 3      |
| 2005   | 不出場             | 不出場 | 不出場 | 不出場 | 不出場 | 不出場 | 不出場 |
| 2009   | 準優勝             | 5      | 2      | 0      | 3      | 8      | 9      |
| 2013   | 不出場             | 不出場 | 不出場 | 不出場 | 不出場 | 不出場 | 不出場 |
| 2017   | 不出場             | 不出場 | 不出場 | 不出場 | 不出場 | 不出場 | 不出場 |
| 合計   | 4/10               | 15     | 6      | 1      | 8      | 19     | 20     |

### CONCACAFゴールドカップ
| 開催年 | 結果               | 試合     | 勝利     | 引分     | 敗戦     | 得点     | 失点     |
| ------ | ------------------ | -------- | -------- | -------- | -------- | -------- | -------- |
| 1963   | 不参加             | 不参加   | 不参加   | 不参加   | 不参加   | 不参加   | 不参加   |
| 1965   | 不参加             | 不参加   | 不参加   | 不参加   | 不参加   | 不参加   | 不参加   |
| 1967   | 不参加             | 不参加   | 不参加   | 不参加   | 不参加   | 不参加   | 不参加   |
| 1969   | 予選敗退           | 予選敗退 | 予選敗退 | 予選敗退 | 予選敗退 | 予選敗退 | 予選敗退 |
| 1971   | 不参加             | 不参加   | 不参加   | 不参加   | 不参加   | 不参加   | 不参加   |
| 1973   | 予選敗退           | 予選敗退 | 予選敗退 | 予選敗退 | 予選敗退 | 予選敗退 | 予選敗退 |
| 1977   | 予選敗退           | 予選敗退 | 予選敗退 | 予選敗退 | 予選敗退 | 予選敗退 | 予選敗退 |
| 1981   | 予選敗退           | 予選敗退 | 予選敗退 | 予選敗退 | 予選敗退 | 予選敗退 | 予選敗退 |
| 1985   | グループリーグ敗退 | 4        | 2        | 1        | 1        | 4        | 3        |
| 1989   | 準優勝             | 8        | 4        | 3        | 1        | 6        | 3        |
| 1991   | 優勝               | 5        | 4        | 1        | 0        | 10       | 3        |
| 1993   | 準優勝             | 5        | 4        | 0        | 1        | 5        | 5        |
| 1996   | 3位                | 4        | 3        | 0        | 1        | 8        | 3        |
| 1998   | 準優勝             | 4        | 3        | 0        | 1        | 6        | 2        |
| 2000   | ベスト8            | 3        | 2        | 1        | 0        | 6        | 2        |
| 2002   | 優勝               | 5        | 4        | 1        | 0        | 9        | 1        |
| 2003   | 3位                | 5        | 4        | 0        | 1        | 3        | 4        |
| 2005   | 優勝               | 6        | 4        | 2        | 0        | 11       | 3        |
| 2007   | 優勝               | 6        | 6        | 0        | 0        | 13       | 3        |
| 2009   | 準優勝             | 6        | 4        | 1        | 1        | 12       | 8        |
| 2011   | 準優勝             | 6        | 4        | 0        | 2        | 9        | 6        |
| 2013   | 優勝               | 6        | 6        | 0        | 0        | 20       | 4        |
| 2015   | 4位                | 6        | 3        | 2        | 1        | 12       | 4        |
| 2017   | 優勝               | 6        | 5        | 1        | 0        | 13       | 4        |
| 2019   | 準優勝             | 6        | 5        | 0        | 1        | 15       | 2        |
| 2021   | 優勝               | 6        | 6        | 0        | 0        | 11       | 1        |
| 2023   | 3位                | -        | -        | -        | -        | -        | -        |
| 合計   | 19/27              | 97       | 73       | 13       | 11       | 182      | 62       |

### NAFC選手権
| 開催年 | 結果 | 試合 | 勝利 | 引分 | 敗戦 | 得点 | 失点 |
| ------ | ---- | ---- | ---- | ---- | ---- | ---- | ---- |
| 1947   | 3位  | 2    | 0    | 0    | 2    | 2    | 10   |
| 1949   | 2位  | 4    | 1    | 1    | 2    | 8    | 15   |
| 1990   | 3位  | 2    | 0    | 0    | 2    | 0    | 2    |
| 1991   | 2位  | 2    | 1    | 1    | 0    | 2    | 1    |
| 合計   | 4/4  | 10   | 2    | 2    | 6    | 14   | 29   |

## 歴代監督
- トーマス・ケーヒル 1916-1924
- ジョージ・バーフォード 1924-1925, 1927-1928
- ナット・アガー 1925-1927
- ロバート・ミラー 1929-1933
- デビッド・グールド 1933-1934
- ビル・ロイド 1934-1937
- 監督不在 1938-1946
- アンドリュー・ブラウン 1947-1948
- ウォルター・ジースラー 1948-1949
- ビル・ジェフリー 1949-1952
- ジョン・ウッズ 1952-1953
- エルノ・シュワルツ 1953-1955
- ジョージ・マイヤー 1957, 1965
- ジム・リード 1959-1961
- ジョン・ハーベルガー 1964
- フィル・ウースナム 1968
- ゴードン・ジャーゴ 1969
- ボブ・キーホー 1971-1972

- マックス・ウォスニャク 1973
- ユージーン・チゾウィッチ 1973
- ゴードン・ブラッドリー 1973
- デットマール・クラマー 1974
- アル・ミラー 1975
- マニー・シェルシャイト 1975
- ウォルター・チゾウィッチ 1976-1980
- ボブ・ガンスラー 1982, 1989-1991
- アルキス・パナグリアス 1983-1985
- ローター・オジアンダー 1986-1988
- ジョン・コワルスキ 1991
- ボラ・ミルティノビッチ 1991-1995
- スティーブ・サンプソン 1995-1998
- ブルース・アリーナ 1998-2006
- ボブ・ブラッドリー 2006-2011
- ユルゲン・クリンスマン 2011-2016[13]
- ブルース・アリーナ 2016-2017
- デイヴ・サラチャン 2017-2018
- グレッグ・バーホルター 2018-2024
- マウリシオ・ポチェッティーノ 2024-